# Blåpalm
Blåpalm (Brahea armata) är en enhjärtbladig växtart som beskrevs av Sereno Watson. Brahea armata ingår i släktet Brahea och familjen Arecaceae. Inga underarter finns listade i Catalogue of Life.

## Bildgalleri

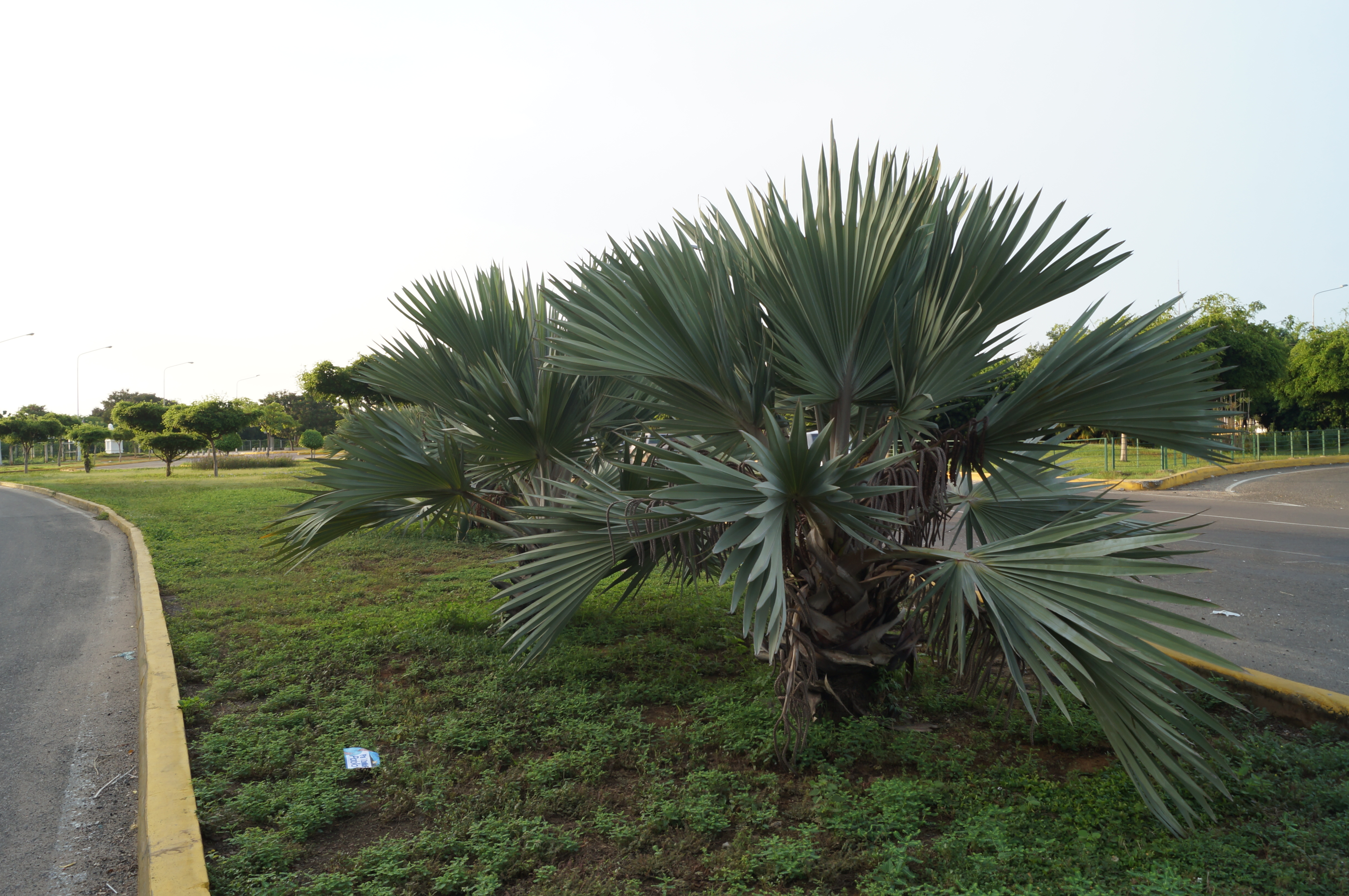
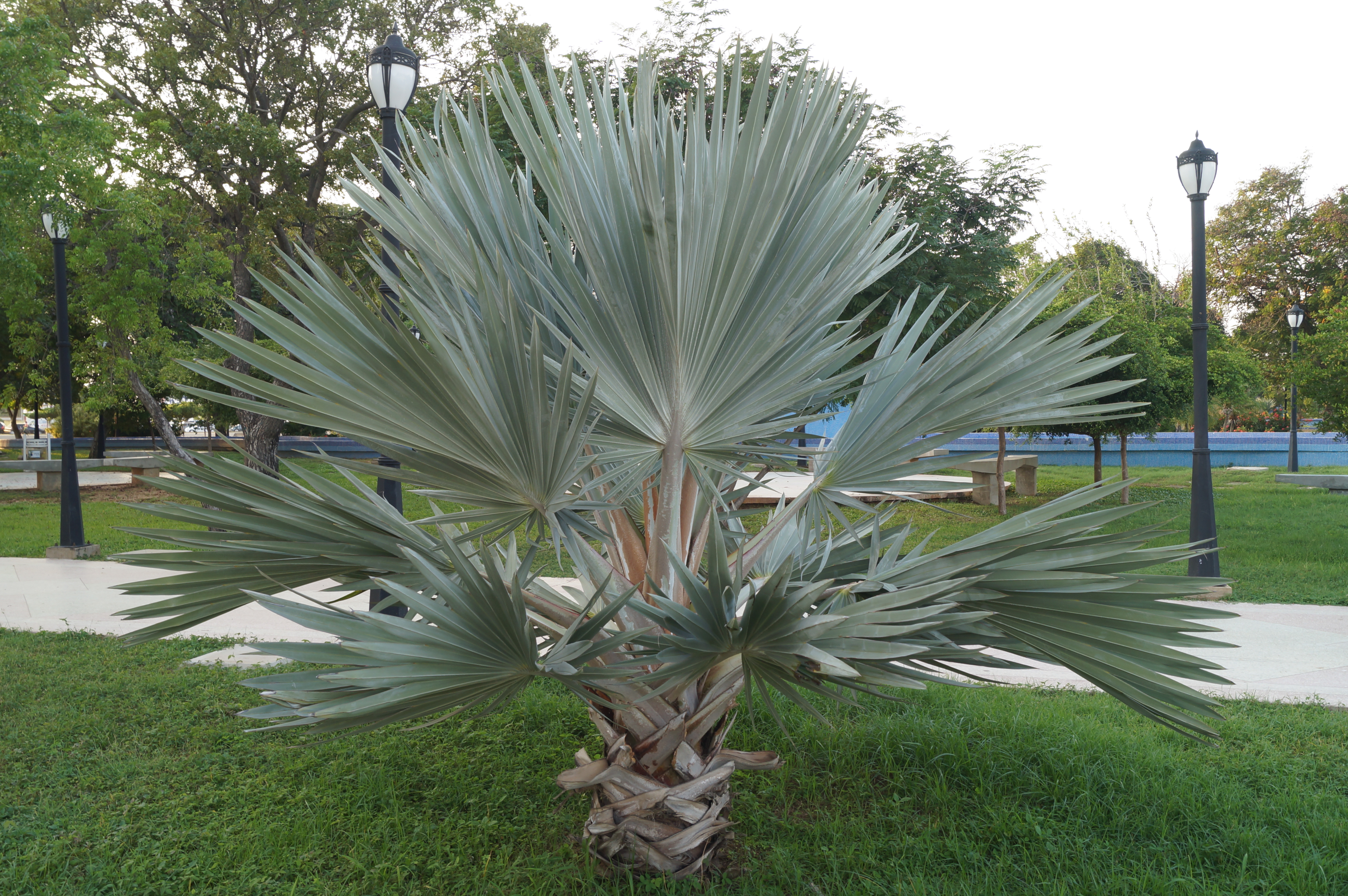
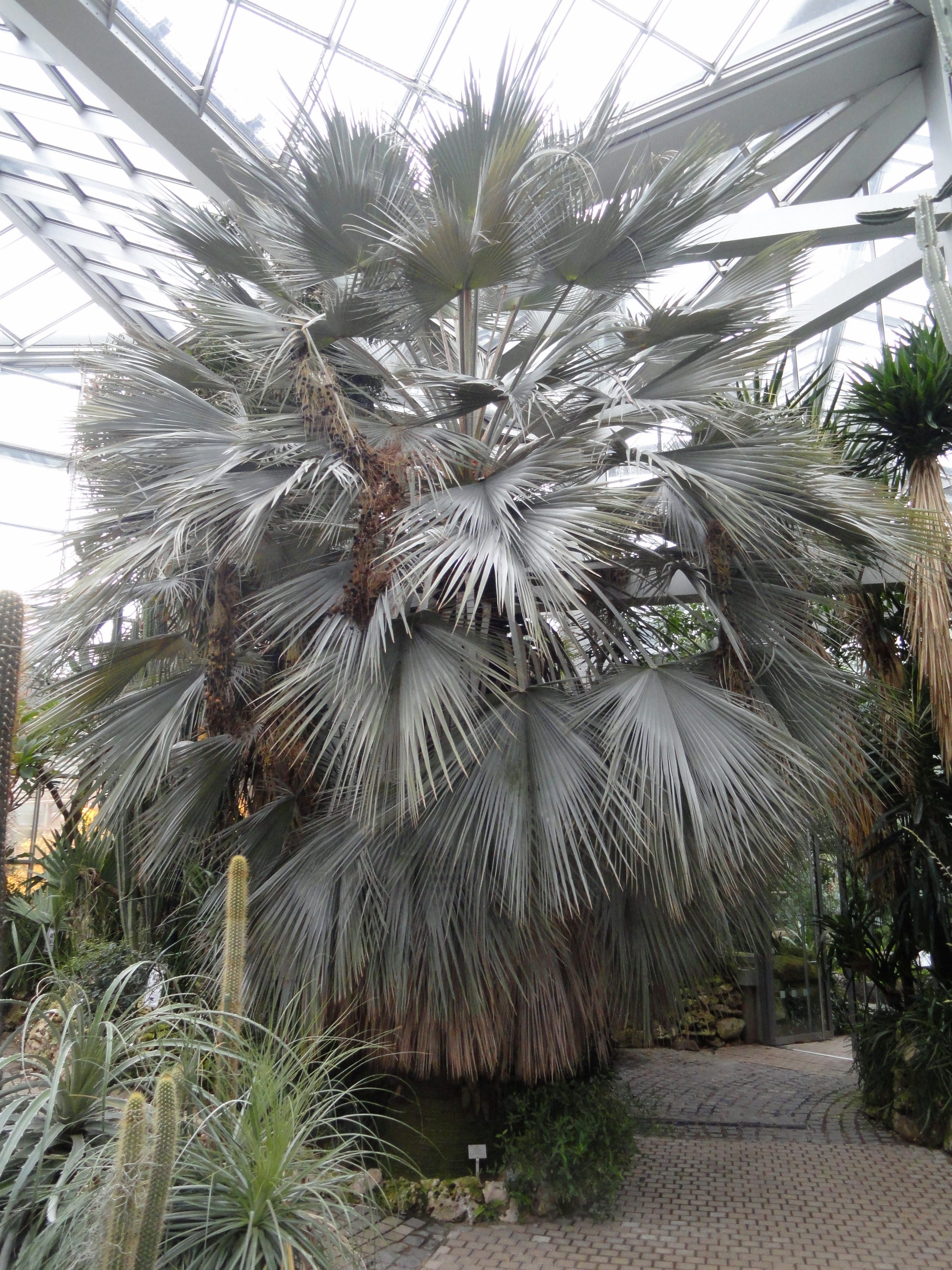
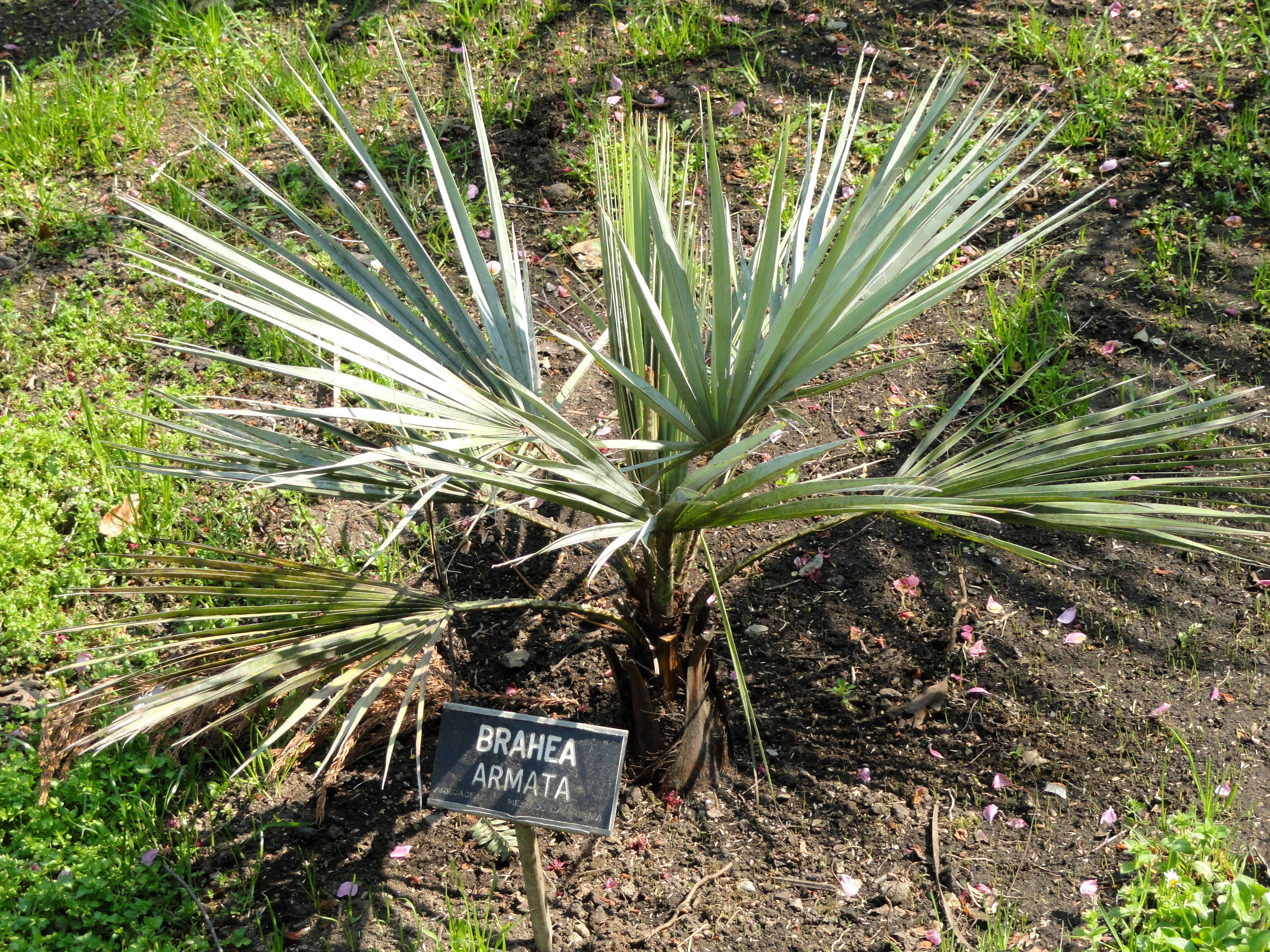
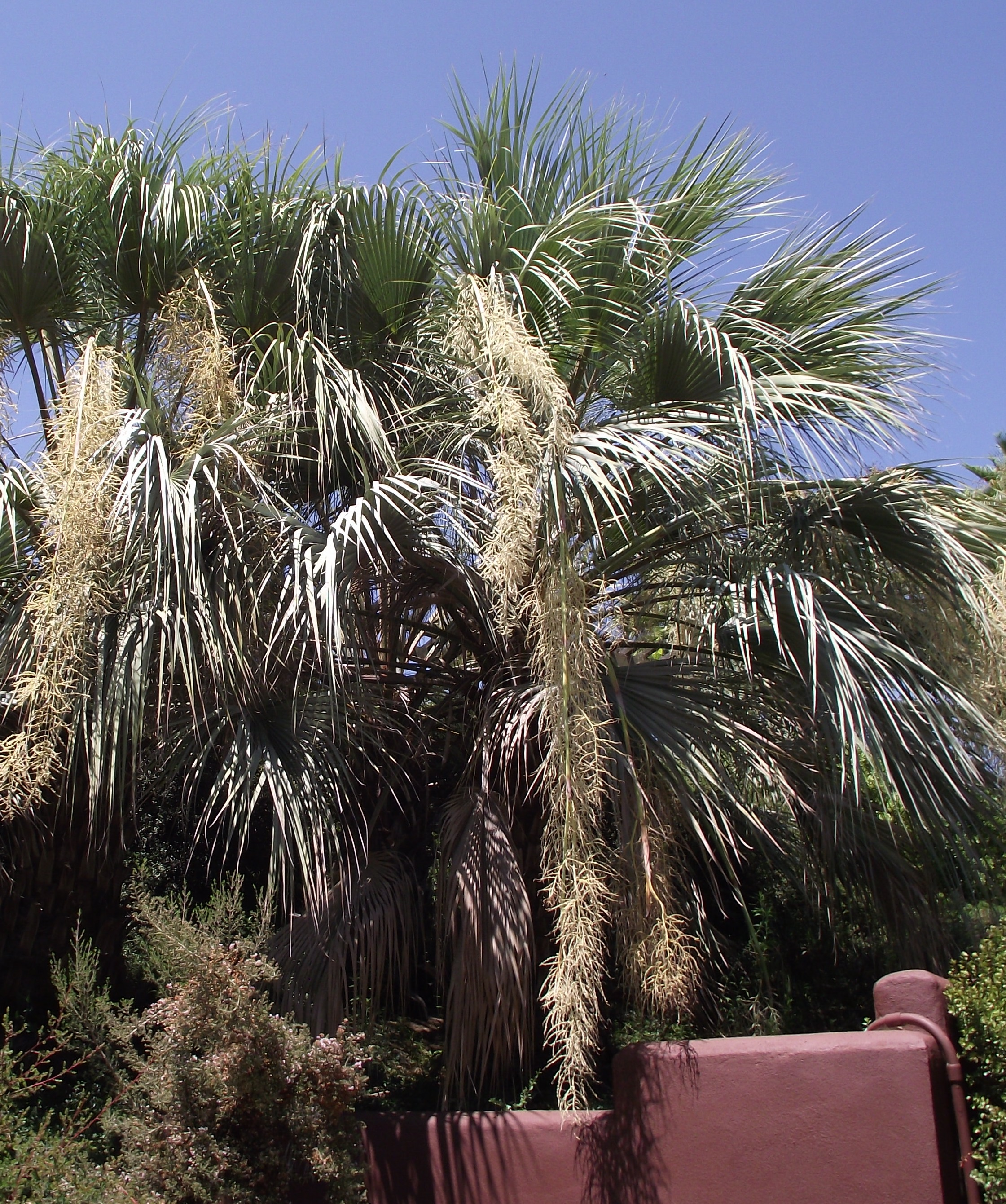